# Nirmala Srivastava
Nirmala Srivastava (tên khai sinh Nirmala Salve; sinh 21/03/1923 – mất 23/02/2011), còn được gọi là Shri Mataji Nirmala Devi, là nhà sáng lập và Đạo sư, Guru của Sahaja Yoga,  một phong trào thực hành tâm linh còn được biết đến như một pháp môn  Bà tuyên bố mình đã giác ngộ hoàn toàn khi được sinh ra, và dành cả đời cho việc phát triển và truyền dạy một kỹ thuật đơn giản giúp con người đạt được sự tự khai ngộ của mình.

## Tuổi trẻ
Sinh ra tại Chindawara, Madhya Pradesh, India vào một gia đình có cha là ông Prasad Salve theo Ấn Độ giáo và mẹ là bà Cornelia Salve theo Thiên Chúa giáo, và được đặt tên là Nirmala, có nghĩa là "thuần khiết". Bà cho biết mình được sinh ra với sự giác ngộ hoàn toàn. Cha bà là một học giả thông thạo mười bốn ngôn ngữ khác nhau, là học giả đã dịch Kinh Koran sang Tiếng Marathi, và mẹ của bà là người phụ nữ Ấn Độ đầu tiên nhận bằng tốt nghiệp danh dự về toán học. Shri Mataji là hậu duệ của triều đại Shalivahana/Satavahana. Bà có anh trai N.K.P. Salve là cựu Bộ trưởng Bộ Năng lượng Ấn Độ và có cháu trai Harish Salve là Tổng luật sư Ấn Độ.
Bà trải qua những năm tháng tuổi thơ ở gia đình tại thành phố Nagpur, bang Maharashtra, Ấn Độ. Lúc còn trẻ bà có ở trong ashram của Nhà lãnh đạo Ấn Độ có ảnh hưởng lớn - Mahatma Gandhi. Giống như cha mẹ mình, bà tham gia đấu tranh cho Phong trào Độc lập của Ấn Độ với tư cách là một nhà lãnh đạo thanh niên, và bị bắt vào năm 1942 vì tham gia phong trào "Rời Ấn Độ" (Quit India). Việc nhận trách nhiệm chăm sóc cho các em ruột của mình, và sống một lối sống khắc nghiệt trong quãng thời gian này đã truyền cảm hứng cho Bà sống một cuộc đời dâng hiến cho lợi ích của xã hội nói chung. Bà theo học  Trường Y Khoa Công Giáo ở thành phố Ludhiana và Trường Y Khoa Balakram ở thành phố Lahore.
Ngay trước khi Ấn Độ giành độc lập năm 1947, Shri Mataji kết hôn với ông Chandrika Prasad Srivastava, lúc đó là một công chức cấp cao của Ấn Độ, sau này Thư ký Liên hiệp cho Thủ tướng Ấn Độ Lal Bahadur Shastri, được trao tặng Huân chương Hiệp sĩ Danh dự bởi Nữ hoàng Elizabeth II. Họ có chung hai người con gái, Kalpana Srivastava và Sadhana Varma.

## Sahaja Yoga

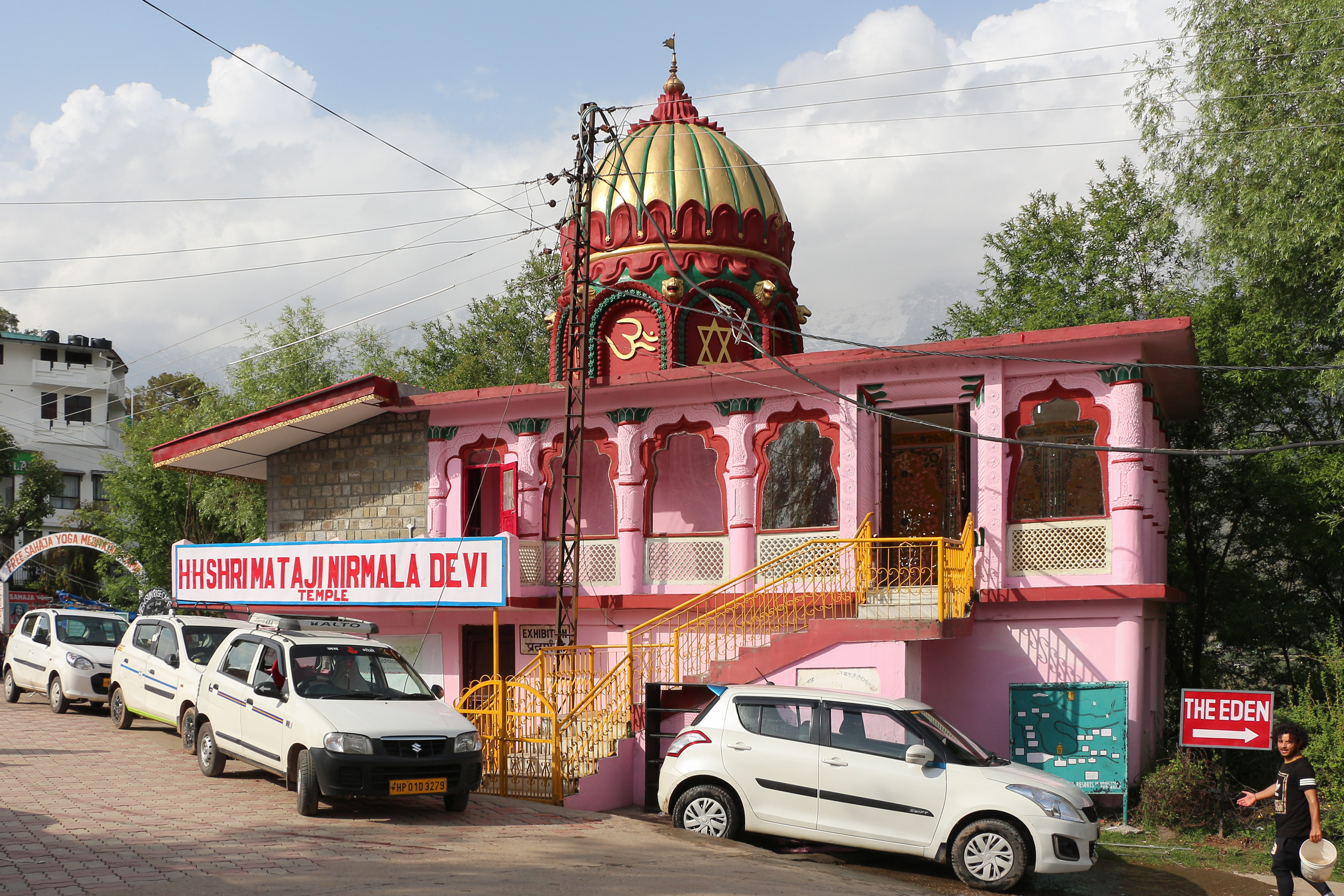
Đền thờ Shri Mataji Nirmala Devi tại Naddi

Nirmala Srivastava sáng lập ra Sahaja Yoga trong năm 1970.

## Những năm cuối đời

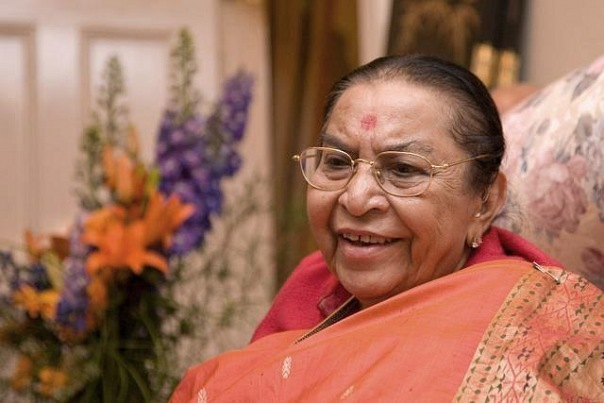
Nirmala Srivastava in 2011

Năm 2003, một tổ chức từ thiện dành cho việc phục hồi phụ nữ bị bất hạnh được thành lập tại Delhi (tên là Vishwa Nirmala Prem Ashram). Cùng năm đó, bà thành lập Trường Shri P.K. Salve Kala Pratishthan tại Nagpur trở thành một Trường quốc tế về âm nhạc, nghệ thuật, nhằm thúc đẩy âm nhạc cổ điển và nghệ thuật.
Cho đến năm 2004, trong các chuyến đi của mình, Bà đã tổ chức nhiều bài giảng cộng đồng, và các buổi phỏng vấn với báo chí, truyền hình và đài phát thanh. Năm 2004, trang web chính thức của Bà thông báo rằng Bà đã hoàn thành công việc của mình và các trung tâm Sahaja Yoga đã có mặt ở hầu hết các quốc gia trên thế giới. Bà vẫn tiếp tục đem tới những bài giảng tới học trò của mình  
Bà đã nói về những tác hại của việc uống rượu và rất nhiều người đã được chữa khỏi nghiện ngập khi họ đạt được sự tự giác ngộ thông qua phương pháp Sahaja Yoga..

## Khen thưởng và sự công nhận
- Italy, 1986. Được bầu chọn "Nhân vật của năm" bởi Chính phủ Italy.[24]
- New York, 1990–1994. Được Liên Hợp Quốc mời diễn thuyết về các phương pháp đạt tới hòa bình thế giới[25]
- St. Peterburg, Liên Bang Nga, 1993. Thành viên danh dự của Học viện Nghệ thuật và Khoa học Petrovskaya.[26]
- Romania, 1995. Nhận bằng tiến sĩ danh dự về khoa học nhận thức bởi Đại học Môi trường Bucharest, Romania.[27]
- China, 1995. Diễn thuyết tại Hội nghị Phụ nữ Quốc tế Liên Hợp Quốc do Chính phủ Trung Quốc mời.[28]
- Pune, Ấn Độ, 1996. Khách mời phát biểu tại Hội nghị Triết học Thế giới Lần thứ 96 - Quốc hội Khoa học, Tôn giáo và Triết học tại Viện Công nghệ Maharashtra, Pune, Ấn Độ nhân kỷ niệm 700 năm ngày sinh Saint Gyaneshwara.[29]
- London, 1997. Claes Nobel, cháu nội của Alfred Nobel, chủ tịch của United Earth, đã tôn vinh cuộc đời và công việc của Bà trong một bài phát biểu công khai tại Nhà hát Hoàng gia Albert.[30]
- Một con đường ở Navi Mumbai, gần Trung tâm Sức khỏe và Nghiên cứu Sahaja Yoga, đã được đặt tên theo tên Bà.[31]
- Cabella Ligure, Italy, 2006. Được trao tặng quốc tịch danh dự Italy.[32]
- Cabella Ligure, Italy, 2009. Bhajan Sopori và con trai là Abhay Sopori đã sáng tác bản raag Nirmalkauns để tôn vinh Bà.[33]